# Gunnerödvatten
Gunnerödvatten är en sjö i Orusts kommun i Bohuslän och ingår i Göta älv-Bäveåns kustområde. Sjön är 9 meter djup, har en yta på 0,04 kvadratkilometer och är belägen 62 meter över havet.